# اداره میراث فرهنگی ماسوله
پایگاه میراث فرهنگی ماسوله مربوط به دوره معاصر است و در شهرستان فومن، شهرک تاریخی ماسوله واقع شده‌است. این پایگاه در سال ۱۳۸۰ با تغییر کاربری یک حمام با قدمت دوره پهلوی دوم واقع در درون بافت تاریخی (بالای محله بازار) راه اندازی شد. مسئولیت این پایگاه نظارت بر فعالیت‌های ساخت و ساز و مرمت در این شهر تاریخی است. مرمت مسجد جامع، کفابازار، مسجد کشه سر، نگارسرای ماسوله و خانه‌های تاریخی از جمله اقدامات این پایگاه بوده‌است. در سال ۱۳۹۰ نیز دفتر ثبت جهانی ماسوله به عنوان دفتری تخصصی از این پایگاه در عمارت کلاه فرنگی رشت راه اندازی شده‌است که مسئولیت آن فراهم نمودن مقدمات ثبت جهانی ماسوله می‌باشد. آزاد سازی حریم، رعایت اصالت و احیای و پاسداری از مراسم و آیین‌های سنتی از موانع ثبت جهانی ماسوله قلمداد شده‌است. مسئولیت این پایگاه یا اداره تخصصی از سال ۱۳۵۶ تا ۱۳۸۰ بر عهده محمد تقی رزازی (مسئول انجمن آثار باستانی گیلان)؛ از سال ۱۳۸۰ تا ۱۳۸۷ بر عهده نیکروز مبرهن شفیعی (مدیر پروژه بزرگ و پایگاه پژوهشی ماسوله)؛ از سال۱۳۸۷ تا ۱۳۸۹ برعهده سیدپیام شاعف (سرپرست پایگاه پژوهشی ماسوله)؛ در سال ۱۳۸۹ بر عهده مهدی کرامت فر (مدیر پایگاه پژوهشی ماسوله) و محمد صابر (سرپرست پایگاه پژوهشی ماسوله)؛ از سال ۱۳۸۹ تا ابتدای سال ۱۳۹۲ بر عهده مصطفی پورعلی (مدیر پایگاه پژوهشی ماسوله) و از اردیبهشت ۱۹۹۲ تا ابتدای سال ۱۳۹۳ بر عهده مجید اخوان (سرپرست پایگاه)، از سال ۱۳۹۳ تا ۱۳۹۷ مجددا بر عهده مصطفی پورعلی (مدیر پایگاه)،  در ابتدای سال ۱۳۹۸ بر عهده پیام شاعف( سرپرست پایگاه) تا میانه های سال ۱۳۹۸ و پس از آن تا سال ۱۳۹۹ بر عهده احمد نجیبی ( سرپرست پایگاه) و اکنون سرپرست پایگاه آقای محمد سنایی است.
شهر تاریخی ماسوله به تاریخ ۱۳۵۴/۵/۳۰ به عنوان اولین شهر تاریخی زنده کشور به صورت یک مجموعه کامل در فهرست آثار ملی ایران به ثبت رسیده و از آن زمان تاکنون تحت نظارت دفتر فنی انجمن ملی آثارباستانی و سازمان میراث فرهنگی بوده‌است. اولین ضوابط حفاظتی ساخت و ساز در این بافت تاریخی به سال ۱۳۵۶ تدوین و در سال ۱۳۷۶ نیز مجموعه حرایم حفاظتی عرصه ثبتی این شهر از سوی سازمان میراث فرهنگی تهیه و ابلاغ شده‌است. اداره میراث فرهنگی ماسوله در ابتدا در محل خانه درزی واقع در طبقه بالای محل فعلی پایگاه مستقر بوده و به انجام فعالیت‌های مرمتی به ویژه پس از زلزله سال ۱۳۶۹ پرداخته است. در سال ۱۳۸۱ با راه اندازی پروژه‌های بزرگ سازمان میراث فرهنگی، فعالیت‌های پایگاه پژوهشی ماسوله دورهٔ جدیدی را آغاز نمود که با انجام پروژه‌هایی نظیر مرمت و احیای کفابازار، مرمت تعداد کثیری از خانه‌های تاریخی و همچنین راه اندازی پایگاه فعلی در محل حمام قدیمی بالای بازار ادامه یافت. از سال 1390 تاکنون اقدامات شاخصی نظیر مرمت مسجد جامع، مسجد کشه سر، تکیه حسینیه، احیای نگارسرای ماسوله، مرمت مسجد قنبرآباد، راه اندازی دفتر ثبت جهانی و کتابخانه تخصصی، بازسازی آسیاب تاریخی، راه اندازی موزه میراث فرهنگی (خانه موزه درزی)، موزه عون بن علی و انتشار کتاب ماسوله و ادامهٔ دیگر فعالیت‌های مرمتی در دستور کار بوده‌است.